# 알렉스 가랜드
앨릭스 갈런드(Alex Garland, 1970년 5월 26일 ~ )는 잉글랜드의 소설가, 시나리오 작가, 영화 감독이다.

## 생애
알렉스 가랜드는 1970년 영국에서 태어났다.

## 작품 목록

### 영화
- 비치(2000, 원작)
- 28일 후(2003, 각본)
- 테저렉(2005, 원작)
- 선샤인(2007, 각본)
- 28주 후(2007, 기획)
- 네버 렛 미 고(2011, 각본, 제작)
- 저지 드레드(2012, 각본, 제작)
- 엑스 마키나(2015, 각본, 연출)
- 서던 리치: 소멸의 땅(2018, 각본, 연출)
- 멘(2022, 각본, 연출)
- 시빌 워: 분열의 시대(2024, 각본, 연출)
- 28년 후(2025, 각본)
- 워페어(2025, 각본, 연출)
- 28년 후: 더 본 템플(2026, 각본)

### 도서
- 비치 상(1997년 11월 14일, 대산출판사)
- 비치 하(1997년 11월 14일, 대산출판사)
- Beach(1999년 10월, 티메카)
- Beach(1999년, Penguin)
- La Plage(French, 2000년 2월 1일, Librairie Generale Francaise)
- Der Strand(German, 2000년, 2월 1일, Wilhelm Goldmann Verlag, GmbH)
- [[The Beach](2001년, 4월 1일, Penguin Books)
- The Coma(2005년, 7월, 1일, Berkley Pub Group)
- SunShine(2007년, 8월, 21일, Farrar Straus & Giroux)
- THE BEACH(2008년, 1월, 1일, Longman)
- Penguin Readers Level 6: The Beach(Book & CD)(2008년, 5월, 28일, Longman)
- Penguin Readers Level 6: The Beach/CON BK)(2008년, 5월, 29일, Longman)
- SunShine(Paperback)(2008년, 6월, 18일, Farrar Straus & Giroux)
- [[The Beach](2009년, 8월 31일, Brilliance Corporation)
- Beach(2012년, 5월, 14일, PENGUIN GROUP)
- PLPR 6: Beach(BK+MP3)(2012년, 5월, 16일, Prentice-Hall)